# Péter Abay
Péter Abay (* 13. Mai 1962 in Budapest) ist ein ehemaliger ungarischer Säbelfechter.

## Erfolge
Péter Abay wurde 1991 in seiner Geburtsstadt Budapest und 1993 in Essen mit der Mannschaft Weltmeister. Darüber hinaus wurde er 1991 auch Vizeweltmeister im Einzel. Bei Europameisterschaften gelang ihm 1991 mit der Mannschaft in Wien ebenfalls der Titelgewinn, während er im Einzel den zweiten Rang belegte. Bei den Olympischen Spielen 1992 in Barcelona startete er lediglich im Mannschaftswettbewerb. Die ungarische Equipe unterlag auf dem Weg ins Finale lediglich in der Vorrunde dem Vereinigten Team, auf das es auch im Gefecht um den Olympiasieg traf. Erneut hatte Ungarn, diesmal mit 5:9, das Nachsehen, sodass Abay gemeinsam mit Imre Bujdosó, Csaba Köves, György Nébald und Bence Szabó die Silbermedaille erhielt.
Sein Schwiegervater Ferenc Török ist zweifacher Olympiasieger im Modernen Fünfkampf.